# Ctenidium stellulatum
Ctenidium stellulatum är en bladmossart som beskrevs av Mitten in Seemann 1873. Ctenidium stellulatum ingår i släktet Ctenidium och familjen Hypnaceae. Inga underarter finns listade i Catalogue of Life.